# Anna Öst
För sångerskan känd som "Lapp-Lisa", se Anna-Lisa Öst.
Anna Kristina Öst, som gift Järnberg och Nilsson, född 15 maj 1910 i Ovanåkers församling, död där 5 mars 2011, var en svensk sångerska och musiker (gitarrist och violinist). Hon var ett av många barn till riksspelmannen Jon-Erik Öst.
I tonåren sjöng Anna Öst i Missionskyrkan i Edsbyn. Under 1930-talet spelade hon och blivande maken Viktor Järnberg fiol respektive dragspel till stumfilmer på Godtemplaregården i Viksjöfors. Hon var som ung fiolspelman under sex år medlem i gruppen Hälsingeflickorna med Nelly Östlund, Karin Norin, Ella Falk och Maj Johansson. De uppträdde i Sverige, Finland och Danmark och var en av de mest publikdragande artistgrupperna i folkparkerna trots att det aldrig blev inspelade på någon grammofonskiva.  Hon var därefter med i bland annat Spelmansflickorna.
På 1960-talet kom genombrottet hos den stora publiken när hon hamnade på Svensktoppen med Nicolina, tillsammans med Family Four, och Västerbottenvisa. År 1971 övergick hon helt till en kristen repertoar och turnerade med brodern Calle Öst.
Anna Öst avled den 5 mars 2011, 100 år gammal. Den sista tiden i sitt liv bodde hon på äldreboendet Solrosen i Edsbyn.
Anna Öst var gift två gånger, första gången 1932–1940 med dragspelaren Viktor Järnberg (1903–1980) från musikgruppen Hälsingepojkarna. De fick barnen Berndt Öst (1930–2017), Johnny Öst (1933–2008) och Rolf Öst (född 1936). Det var Berndt som grundade Family Four tillsammans med tre av sina syskon.
Andra gången var hon gift 1944–1961 med musikern Sigurd Nilsson (1916–1992). De fick barnen Stig Öst (1940–1966), Siw Öst (1941–1992) och Inger Öst (född 1949). Efter äktenskapet återtog hon namnet Öst.

## Filmografi
- 1967 – Åsa-Nisse i agentform